# 신은 죽지 않았다 3
《신은 죽지 않았다 3》(영어: God's Not Dead: A Light in Darkness)는 2018년 공개된 미국의 기독교 영화이다.

## 출연

### 주연
- 데이빗 A.R. 화이트
- 존 코베트
- 쉐인 하퍼
- 테드 맥긴리
- 테이텀 오닐

### 조연
- 사만다 보스카리노
- 제니퍼 테일러
- 앤 레이턴
- 벤자민 오치엥
- 그레고리 앨런 윌리엄스
- 마이크 C. 매닝

## 기타
- 공동제작: 이안 캠벨
- 공동제작: 밴스 널
- 협력프로듀서: 데이빗 드 보스
- 사운드슈퍼바이저: 제시 포머로이
- 미술: 미첼 크리스프
- 의상: 다나 코닉